# Letitia Vriesde
Letitia Alma Vriesde, née le 5 octobre 1964 à Coronie, est une athlète surinamienne, pratiquant principalement le 800 m.

## Biographie
Elle a commencé à courir au Suriname mais après que son comité olympique national ait décidé de ne pas l'autoriser à participer aux Jeux olympiques d'été de 1984 car elle n'était pas une athlète de classe mondiale, elle décida de quitter son pays et d'aller s'entraîner aux Pays-Bas.
Elle s'est progressivement améliorée, accédant à la demi-finale sur 800 m aux Jeux olympiques d'été de 1988 et accéda au plus haut échelon de la discipline en 1991, en participant aux finales du 800 m et du 1 500 m des championnats du monde de Tokyo, se classant respectivement cinquième et neuvième.
Elle a remporté l'argent aux championnats du monde de 1995 derrière la Cubaine Ana Fidelia Quirot. Plus tôt dans l'année, elle avait déjà obtenu une médaille de bronze en salle. Ces médailles furent les premières remportées par une athlète d'Amérique du Sud pendant des championnats du monde d'athlétisme. Elle a encore remporté le bronze aux championnats du monde de 2001 mais n'a jamais pu se qualifier pour une finale des Jeux olympiques. Ainsi aux Jeux olympiques d'été de 1992, elle a établi un record en signant le temps le plus rapide d'une demi-finale d'un 800 m ne permettant pas d'accéder à la finale. Elle a par contre remporté plusieurs médailles aux Jeux panaméricains et aux jeux d'Amérique centrale et des Caraïbes.
Vriesde est l'athlète du Surinam la plus titrée et elle détient encore de nombreux records d'Amérique du Sud.
En 2003 aux jeux Panaméricains, elle a été disqualifiée après sa victoire sur le 800 m pour avoir eu un taux de caféine trop élevé. Elle ne fut toutefois pas suspendue et a pu prendre part aux championnats du monde à Paris.
À la fin de la saison 2005, après avoir participé à cinq éditions des Jeux olympiques d'été, elle déclarait ne plus vouloir courir sur 800 m et qu'elle allait plutôt courir sur les plus longues distances, incluant le 3 000 m steeple.

## Palmarès

### Jeux olympiques d'été
- Jeux olympiques d'été de 1988 à Séoul ( Corée du Sud)
  - éliminée en demi-finale sur 800 m
  - éliminée en série sur 1 500 m
- Jeux olympiques d'été de 1992 à Barcelone ( Espagne)
  - éliminée en demi-finale sur 800 m
  - éliminée en demi-finale sur 1 500 m
- Jeux olympiques d'été de 1996 à Atlanta ( États-Unis)
  - éliminée en demi-finale sur 800 m
- Jeux olympiques d'été de 2000 à Sydney ( Australie)
  - éliminée en série sur 800 m
- Jeux olympiques d'été de 2004 à Athènes ( Grèce)
  - éliminée en demi-finale sur 800 m

### Championnats du monde d'athlétisme
- Championnats du monde d'athlétisme de 1991 à Tokyo ( Japon)
- 5e sur 800 m
- 9e sur 1 500 m
- Championnats du monde d'athlétisme de 1993 à Stuttgart ( Allemagne de l'Ouest)
  - non-partante en série sur 800 m
- Championnats du monde d'athlétisme de 1995 à Göteborg ( Suède)
  -  Médaille d'argent sur 800 m
- Championnats du monde d'athlétisme de 1997 à Athènes ( Grèce)
- 4e sur 800 m
- Championnats du monde d'athlétisme de 1999 à Séville ( Espagne)
  - éliminée en demi-finale sur 800 m
- Championnats du monde d'athlétisme de 2001 à Edmonton ( Canada)
  -  Médaille de bronze sur 800 m
- Championnats du monde d'athlétisme de 2003 à Paris ( France)
  - éliminée en demi-finale sur 800 m
- Championnats du monde d'athlétisme de 2005 à Helsinki ( Finlande)
  - éliminée en demi-finale sur 800 m

### Championnats du monde d'athlétisme en salle
- Championnats du monde d'athlétisme en salle de 1995 à Barcelone ( Espagne)
  -  Médaille de bronze sur 800 m
- Championnats du monde d'athlétisme en salle de 1997 à Paris ( France)
  - 4e sur 800 m
- Championnats du monde d'athlétisme en salle de 1999 à Maebashi ( Japon) 
  - éliminée en demi-finale sur 800 m
- Championnats du monde d'athlétisme en salle de 2003 à Birmingham ( Royaume-Uni)
  - éliminée en série sur 800 m

### Jeux panaméricains
- Jeux Panaméricains de 1991 à La Havane ( Cuba)
  - 4e sur 800 m
  -  Médaille d'argent sur 1 500 m
- Jeux Panaméricains de 1995 à Mar del Plata ( Argentine)
  -  Médaille de bronze sur 800 m
  - 4e sur 1 500 m
- Jeux Panaméricains de 1999 à Winnipeg ( Canada)
  -  Médaille d'or sur 800 m
- Jeux Panaméricains de 2003 à Saint-Domingue ( République dominicaine)
  - disqualifiée sur 800 m (après avoir remporté la course)

### Jeux d'Amérique centrale et des Caraïbes
- Jeux d'Amérique centrale et des Caraïbes de 1990 à Mexico ( Mexique)
  -  Médaille d'argent sur 800 m
  -  Médaille d'or sur 1 500 m
- Jeux d'Amérique centrale et des Caraïbes de 1993 à Ponce ( Porto Rico)
  -  Médaille d'or sur 800 m
  -  Médaille d'or sur 1 500 m
- Jeux d'Amérique centrale et des Caraïbes de 1998 à Maracaibo ( Venezuela)
  -  Médaille d'or sur 800 m
- Jeux d'Amérique centrale et des Caraïbes de 2002 à San Salvador ( Salvador)
  -  Médaille d'or sur 800 m

### Coupe du monde des nations d'athlétisme
- Coupe du monde des nations d'athlétisme de 1992 à La Havane ( Cuba)
  - 3e au classement général avec les Amériques
  - non-partante sur 1 500 m
- Coupe du monde des nations d'athlétisme de 1998 à Johannesbourg ( Afrique du Sud)
  - 5e au classement général avec les Amériques
  - 3e sur 800 m

## Sources
- (en) Cet article est partiellement ou en totalité issu de l’article de Wikipédia en anglais intitulé « Letitia Vriesde » (voir la liste des auteurs).